# Bahnhof Rotkreuz
Der Bahnhof Rotkreuz ([ˈrot.χryʦ]) ist ein S-, Regional- und Fernbahnhof sowie ein trotz seiner nur wenigen Gütergeleise offiziell als Rangierbahnhof eingestufter Knotenbahnhof des Einzelwagenverkehrs. Er liegt in der Kleinstadt Rotkreuz in der Gemeinde Risch im Schweizer Kanton Zug. Der neben dem Bahnhof Zug wichtigste Bahnhof im Kanton Zug wurde 1864 an der Strecke Luzern – Zug errichtet und ist bis heute, für Personen- und Güterverkehr, einer der wichtigsten Bahnhöfe in der Schweiz. Im Nahverkehr stellt der Bahnhof den Kreuzungspunkt der Stadtbahn Zug, S-Bahn Luzern und S-Bahn Aargau dar und kann aus folgenden Richtungen mit der Bahn erreicht werden:
- Luzern – Olten
- Zürich HB
- Mailand/Gotthardbahn
- Brugg – Basel/Zürich bzw. Aarau – Olten
- Arth-Goldau – Biberbrugg

Der Bahnhof liegt seit 1992 im Tarifverbund Zug (TVZG) und seit der Neuordnung der Tarifzonen 2012 in der Zone 621 des TVZG und des Dachtarifverbundes Wirtschaftsraum Zürich (TVWZ) des erweiterten Zürcher Verkehrsverbundes. Durch Busverbindungen ist der Bahnhof auch durch Buslinien des Tarifverbundes Passepartout (TVLU) in der Zone 402 zu erreichen.
Ursprünglich war er hauptsächlich als Umsteigemöglichkeit für Fahrgäste aus Deutschland nach Italien vorgesehen. Diese Möglichkeit soll durch die temporäre Anbindung von Rotkreuz an Mailand ab 2017 wieder erfolgen.

## Geschichte
| Güterverkehr Rotkreuz und Zugsverkehr pro Tag | Güterverkehr Rotkreuz und Zugsverkehr pro Tag | Güterverkehr Rotkreuz und Zugsverkehr pro Tag | Güterverkehr Rotkreuz und Zugsverkehr pro Tag |
| Jahr                                          | Güterverkehr t                                | Reisezüge                                     | Güterzüge                                     |
| --------------------------------------------- | --------------------------------------------- | --------------------------------------------- | --------------------------------------------- |
| 1902                                          | 6'365                                         | 54                                            | 13                                            |
| 1910                                          | 6'932                                         | 55                                            | 15                                            |
| 1920                                          | 13'404                                        | 41                                            | 19                                            |
| 1930                                          | 15'777                                        | 39                                            | 61                                            |
| 1940                                          | 9'029                                         | 59                                            | 48                                            |
| 1950                                          | 71'462                                        | 70                                            | 45                                            |
| 1960                                          | 46'835                                        | 85                                            | 87                                            |
| 1970                                          | 87'465                                        | 87                                            | 106                                           |
| 1980                                          | 147'942                                       | 108                                           | 113                                           |

Der Bahnhof Rotkreuz wurde 1864 mit dem Bau der Ost-West- und der Nordostbahn auf der Nordseite der Bahnlinie errichtet.
Das neu gegründete Unternehmen der Ost-West-Bahn plante den Bau der Strecke von Lausanne über Luzern – Rotkreuz – Affoltern am Albis – Zürich Hauptbahnhof. Dabei wurde die Streckenführung durch das Albistal (Affoltern, Birmensdorf) geplant und nicht wie heute über Baar ZG – Thalwil. Nach häufigem Besitzerwechsel und Bauverzögerungen wurde die Strecke schlussendlich am 3. Dezember 1862 für Fr. 1’830’000 statt 3'000'000 an die schweizerische Nordostbahn-Gesellschaft verkauft. Dann begann der Bau des Bahnhofs Rothkreuz.
Heftige Diskussionen löste der Ort des Bahnhofs aus. Zwei Standorte, jener nahe der Zollstation (heutiger Kreuzplatz in Rotkreuz) und einer in der Rüti nahe Buonas, standen zur Auswahl. In letzter Minute entschied man sich für den Bau nahe der Zollstation, um sich die Option eines Güterbahnhofs offen zu halten. Der Bahnhof wurde am 29. Mai 1864 eröffnet. Zu Beginn pendelten rund 1000 Fahrgäste über den Bahnhof Rotkreuz nach Zürich und Luzern.
Die Strecke der Aargauischen Südbahn, einer gemeinsamen Tochter der Centralbahn und der Nordostbahn, Aarau – Rupperswil – Rotkreuz wurde am 1. Dezember 1881 eröffnet. Deren Verlängerung nach Immensee erfolgte am 1. Juni 1882. Dort bestand Anschluss an die am gleichen Tag eröffnete Gotthardbahn. Durch den Bau der beiden Strecken bestanden nun direkte Verbindungen nach Basel und ins Deutsche Reiche einerseits, ins Tessin und weiter nach Italien andererseits. Rotkreuz entwickelte sich deshalb zum Umsteigebahnhof. Schon im Oktober 1887 war die Strecke Rotkreuz – Immensee überlastet. 1889 wurden Pläne für eine Perronüberdachung entworfen, die aber nie zur Ausführung gelangten. Nach einer Volksabstimmung wurden die NOB und die SCB 1902 verstaatlicht, und der Bahnhof Rotkreuz und die angrenzenden Strecken wurden Teil der gesamtschweizerischen SBB.
Im Juli 1922 wurde die Strecke Rotkreuz – Immensee elektrifiziert, im Oktober 1922 die Strecke Luzern – Zug und im Mai 1923 die Strecke Rupperswil – Rotkreuz.
Im Juni 1960 musste im Bahnhof Rotkreuz ein durchgehender Tag-Nacht-Rangierbetrieb eingeführt werden. Der Doppelspurausbau nach Immensee erfolgte 1963, nach Oberrüti – Rupperswil 1968 und nach Gisikon-Root in den 1990er-Jahren und nach Cham, allerdings erst ab der Dienststation Freudenberg, 2008. Im Zuge der Bahn 2000 wird auch der vollständige Ausbau nach Rotsee angestrebt.

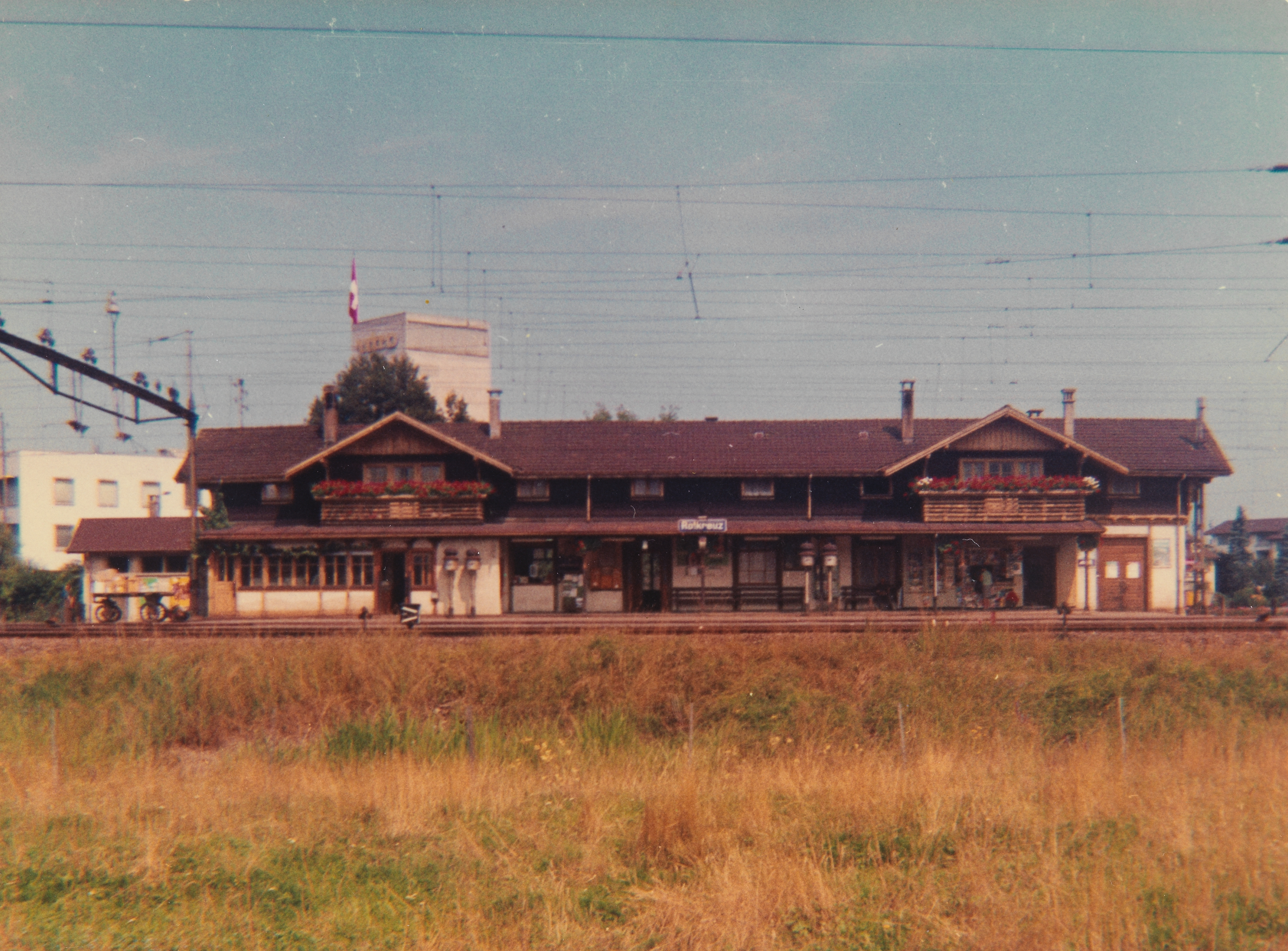
Altes Bahnhofsgebäude Bahnseite

Von 1969 bis 1972 wurde das neue Bahnhofsgebäude südlich der Bahnlinie errichtet, und an der Stelle des alten Gebäudes entstand ein neues Rangiergebäude. Die Perrons wurden überdacht. Im Herbst 1973 wurde der Bahnhof mit einer schlichten Einweihung eröffnet; am 26./27. Mai 1974 folgten die Sicherungsanlagen. Mit diesem 30-Millionen-Projekt hat der Knotenpunkt Rotkreuz als Sammel- und Verteilstelle der Zentralschweiz direkte Verkehrsverbindungen zu den bedeutendsten Rangierbahnhöfen der deutschsprachigen Schweiz und des Tessins. Mit der Eröffnung der Brücke der Ortsumfahrung Rotkreuz im Juli 1969 wurde der Bahnübergang geschlossen. An dessen Stelle steht heute das rote Kreuz.

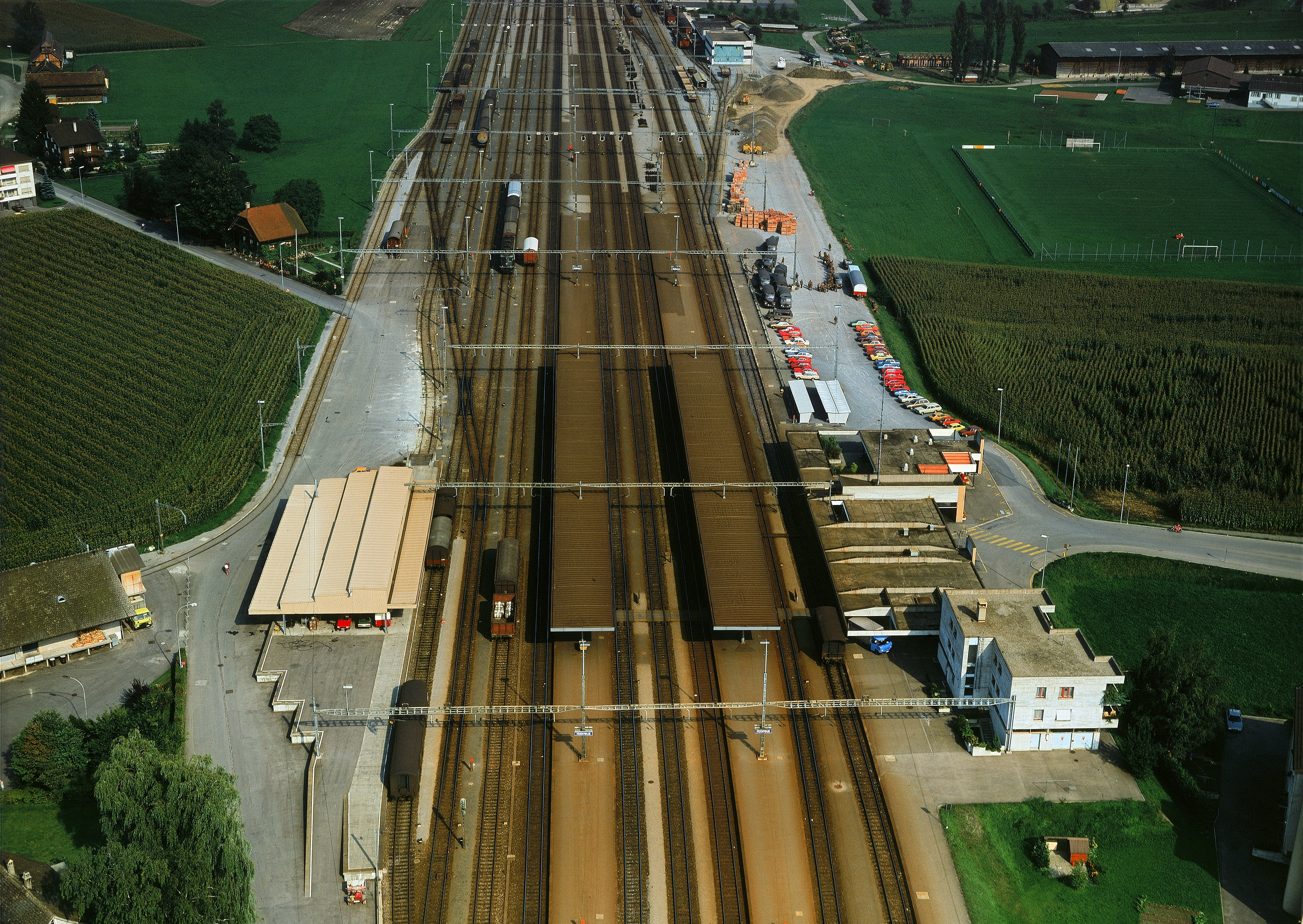
Luftbild (1981)

Im Rahmen des Baus der Stadtbahn Zug wurde der Bahnhof 2004 komplett erneuert und mit elektronischen Bildschirmen im Bahnhof, den Unterführungen und den Bahnsteigen ausgestattet. Mit der Eröffnung der Stadtbahn Zug und der S-Bahn Luzern wurde Rotkreuz ein regionaler Umsteigeknoten, der mit der Anbindung der S-Bahn Aargau 2011 noch verstärkt wurde. Seit dem Doppelspurausbau Cham – Freudenberg 2008 verkehren die Stadtbahn Zug und S-Bahn Luzern von Baar im Viertelstundentakt bis nach Rotkreuz und im Halbstundentakt weiter nach Luzern. Seit März 2015 wird das restliche Teilstück Rotkreuz-Freudenberg ebenfalls auf Doppelspur ausgebaut.

## Heutiger Ausbau

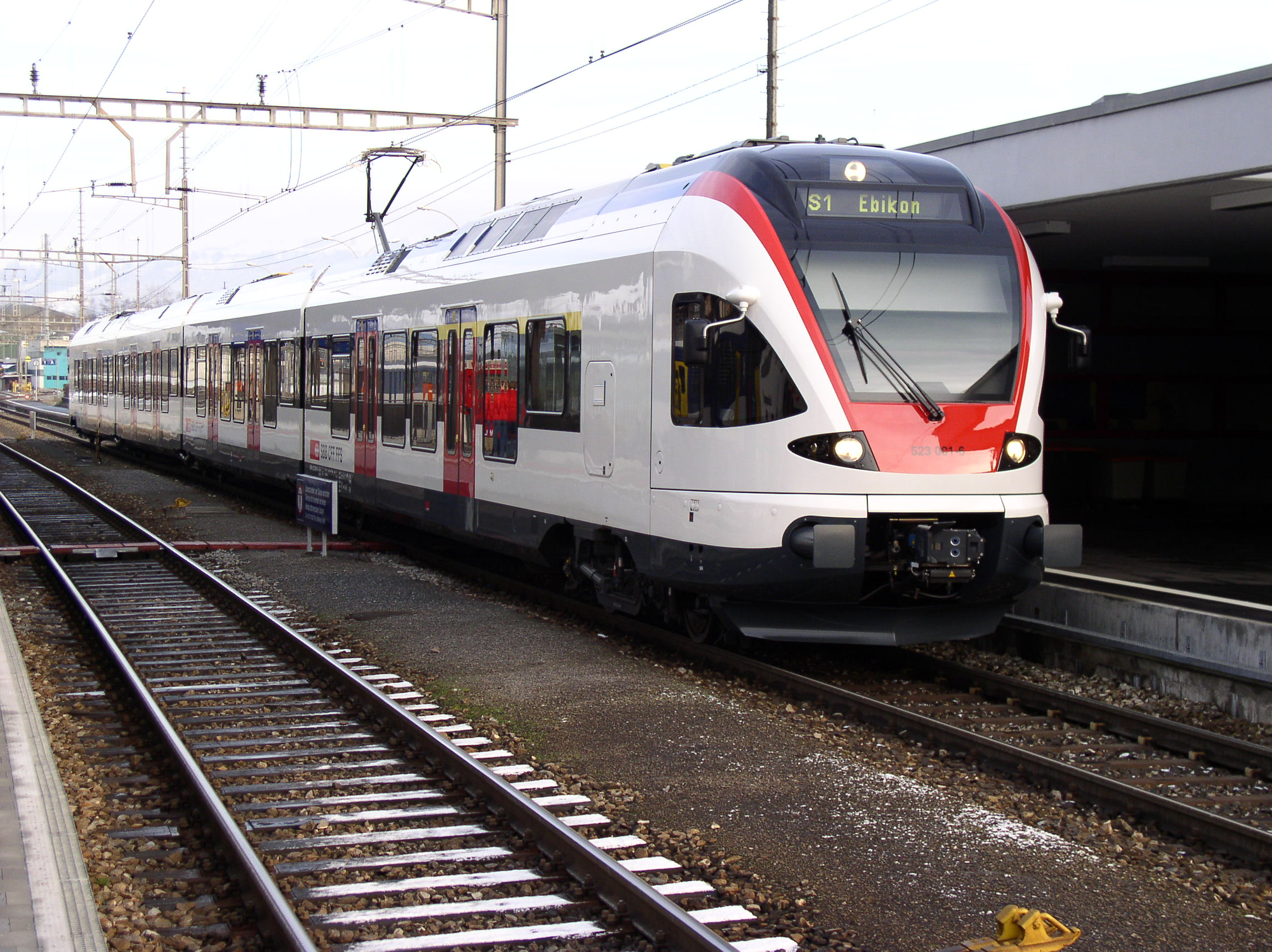
S1 auf Gleis 1 in Rotkreuz

Der Bahnhof Rotkreuz ist unterteilt in den Personenbahnhof und den Güterbahnhof.
Der Personenbahnhof verfügt über fünf Gleise (1–3, 5–6) mit überdachten Bahnsteigen; Gleis 4 hat keinen Bahnsteig. Im Empfangsgebäude befinden sich zwei Bahnschalter und ein Kiosk mit Lebensmitteln und einem Café. Vor dem Bahnhof befindet sich der Bahnhofsplatz, welcher sich mit dem Dorfplatz zu einer grossen Fläche vereinigt. Der ganze Bahnhof ist rollstuhlgängig gestaltet. Vor dem Empfangsgebäude befindet sich der Busbahnhof Rotkreuz Bahnhof Süd.
Der Güterbahnhof, der westlich des Personenbahnhofs liegt, verfügt über eine siebengleisige Richtungsgruppe und einen Ablaufberg. Das eine der zwei Güterbahnhofsgebäude steht gegenüber dem Bahnhofsgebäude am Gleis 7, das andere neben dem Ablaufberg und der Bahnwartehalle. Betrieblich ist der Güterbahnhof dem Rangierbahnhof Limmattal unterstellt.
Auf der Seite des Güterbahnhofsgebäudes befindet sich der Busbahnhof Rotkreuz Bahnhof Nord.

## Anbindungen

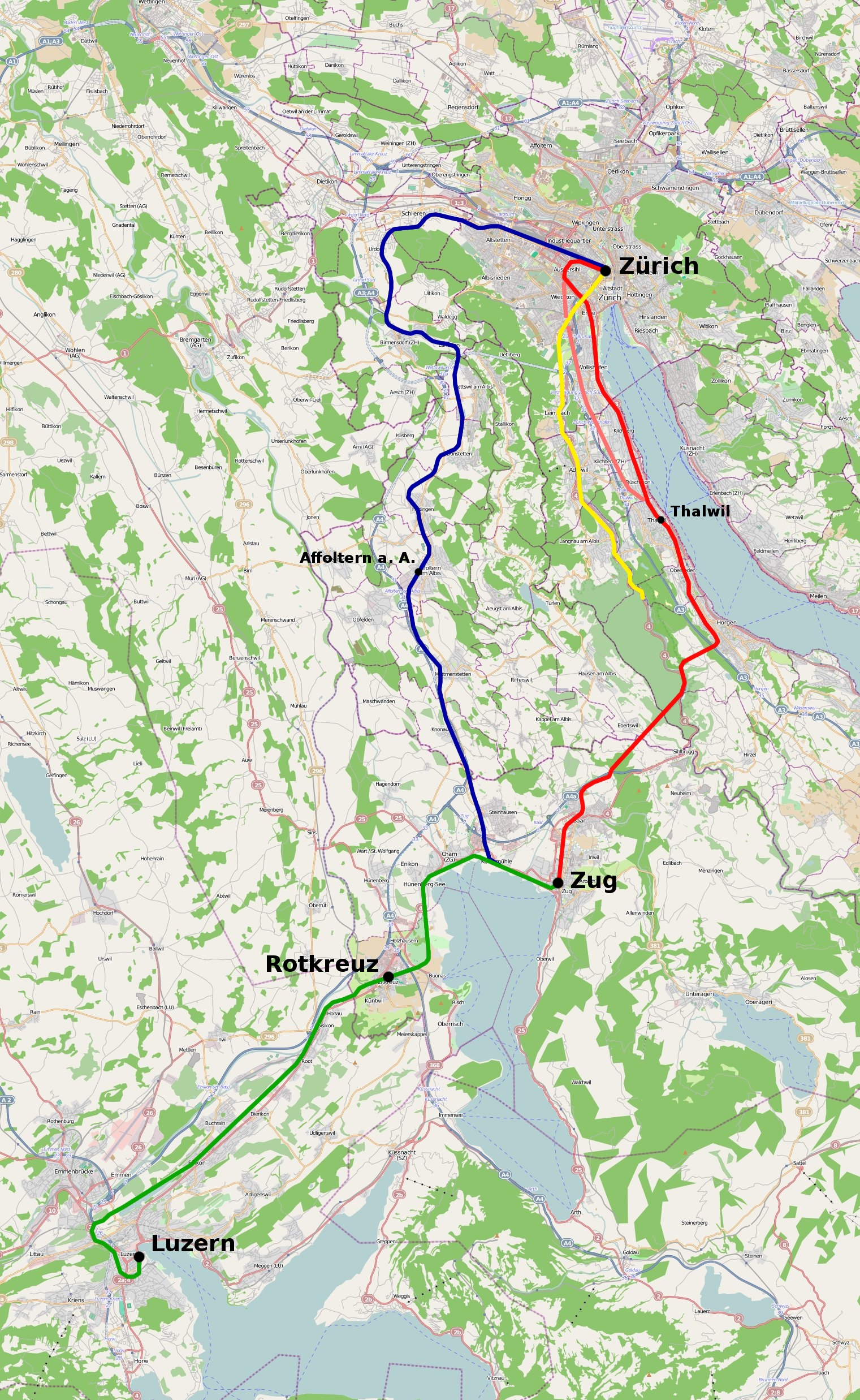
Rotkreuz an der Bahnstrecke Zürich-Luzern

### Bahn
Rotkreuz wird durch folgende Fern- und Regionalverkehrsverbindungen bedient.
- 75 Luzern – Zürich HB – Konstanz  BZ RZ

#### Regionalverkehr
- 6 Olten – Lenzburg – Arth-Goldau (Südbahn-Express, nur am Wochenende)
- Luzern – Zürich HB (Nachtzug, verkehrt in den Nächten Fr/Sa und Sa/So)
- S 1 Baar – Rotkreuz (– Luzern – Sursee)
- S 26 Rotkreuz – Lenzburg (– Olten)

Der RegioExpress Olten–Arth-Goldau Südbahn-Express wurde im Dezember 2020 eingeführt und bietet an Wochenenden morgens zwei Verbindungen von Olten durchs Freiamt bis Bahnhof Arth-Goldau, wo Anschluss an die Intercity-Züge ins Tessin besteht. Abends bestehen zwei Verbindungen in die Gegenrichtung. Mit diesen schnelleren Verbindungen sparen Reisende aus vielen Teilen des Aargaus rund eine halbe Stunde im Vergleich zum Umweg über Zürich.
Der Intercity 21 sowie die Interregios 26 und 70 passieren den Bahnhof ohne Halt.
Einige Fernverkehrszüge passieren den Bahnhof ohne Halt. Der Halt des stündlich verkehrenden Interregio 70 Luzern – Zürich HB wird auf Seiten der Zuger Regierung angestrebt, jedoch ist ohnehin eine Anpassung des Angebots Luzern – Zürich vorgesehen.
Neben Reisezügen verkehren die meisten Güterzüge der Nord-Süd-Transitachse von Basel über Brugg entlang der Aargauischen Südbahn bis Rotkreuz und dann via Gotthard-Basistunnel nach Italien.
Als aufgrund von Bauarbeiten die Bahnstrecke Zug–Arth-Goldau auf der Ostseite des Zugersees unterbrochen war, hielten zwischen Juni 2019 und Dezember 2020 zusätzlich folgende umgeleitete Linien in Rotkreuz:
- Zürich HB – Zug – Lugano – Milano Centrale (nur in Richtung Zürich HB)
- 2  Zürich HB – Zug – Lugano
- 21  Basel SBB – Luzern – Lugano (nur in Richtung Basel SBB)
- 46  Zürich HB – Zug – Arth-Goldau – Schwyz – Flüelen – Erstfeld (– Airolo)

### Bus
Der Bahnhof verfügt über die beiden Bushaltestellen Rotkreuz, Bahnhof Nord nördlich der Gleisanlagen und Rotkreuz, Bahnhof Süd vor dem Aufnahmegebäude.
An der Haltestelle Rotkreuz, Bahnhof Nord halten folgende Linien:
- 48 Rotkreuz, Bahnhof Nord – Hünenberg, Seeblick – Cham, Bahnhof (ZVB)
- 51 Rotkreuz, Küntwil – Rotkreuz, Bahnhof Nord/Süd (– Hünenberg, Rony) (ZVB)
- 525 Rotkreuz, Bahnhof Nord – Immensee, Bahnhof (ZVB)
- 526 Rotkreuz, Bahnhof Nord – Arth-Goldau, Bahnhof – Brunnen, Bahnhof (ZVB)

An der Haltestelle Rotkreuz, Bahnhof Süd halten folgende Linien:
- 51 Rotkreuz, Küntwil – Rotkreuz, Bahnhof Nord/Süd (– Hünenberg, Rony) (ZVB)
- 653 Rotkreuz, Bahnhof Süd – Risch, Dorf – Küssnacht am Rigi, Bahnhof – Weggis, Luftseilbahn (ZVB)
- 73 Rotkreuz, Bahnhof Süd – Udligenswil, alte Post – Adligenswil, Dorf – Luzern, Bahnhof (Postauto Zentralschweiz)
- 110 Rotkreuz, Bahnhof Süd – Inwil, Pannerhof – Hochdorf, Bahnhof (TransSeetalExpress, Postauto Zentralschweiz)

### Tarifverbünde
Der Bahnhof Rotkreuz liegt im Schnittpunkt des 1992 eingerichteten Tarifverbundes Zug (TVZG) (Zone 621), der seit der Neuordnung der Tarifzonen 2012 Teil des Dachtarifverbundes Wirtschaftsraum Zürich (TVWZ) ist, und des Tarifverbundes Passepartout (TVLU) (Zone 28). Zur Zone 621 des TVZG und TVWZ zählt auch Hünenberg, die angrenzenden Zonen vom Bahnhof Rotkreuz sind die Zone 622 des TVZG und TVWZ ab Zythus, die Zone 676 des Tarifverbundes Schwyz (TVSZ) und TVWZ nach Immensee, die Zone 28 des TVLU nach Gisikon-Root, die Zonen 631 und 632 des TVZG bzw. 535 des Tarifverbundes A-Welle (TVA) und TVWZ nach Oberrüti.

## Zukünftige Entwicklung
Im Zuge der Bahn 2000 wurden die Zufahrtstrecken nach Rotkreuz ausgebaut. Ob jedoch der erweiterte Plan der NEAT, in Rotkreuz einen unterirdischen Bahnhof entlang der Strecke Gotthard-Basistunnel – Zürich HB zu errichten, verwirklicht wird, ist ungewiss. Rotkreuz würde im Falle des Baus des Urmibergtunnels den Bahnhof Arth-Goldau in seiner Knotenfunktion ablösen.